# La Route radieuse
Pour plus de détails, voir Fiche technique et Distribution.
La Route radieuse (en anglais : Bright Road) est un film américain réalisé par Gerald Mayer, sorti en 1953.

## Synopsis
Dans la petite école de Vinedale en Alabama, située dans une clairière entourée par une végétation luxuriante et bordée par une petite rivière, une nouvelle maîtresse, Mademoiselle Jane Richards, vient d'arriver. Elle doit s'occuper de la classe des élèves de 4e année.
Petit à petit elle va faire leur connaissance: en particulier avec Booker T. Jones, les frères Franklin Delano Caldwell, (Boyd), et Abraham Lincoln Caldwell, (Lloyd), Roger, Rachel Veronica Smith, Sarahlene Babcock, George Junior, Mary Louise, Tanya et surtout C. T. Young qui est un cas (d'école en occurrence).
Cet «enfant» qui, quand il se présente, dit qu'il prend deux ans pour parcourir chaque «grade», est plus âgé que ses camarades et fait preuve d'une maturité qui va contraindre Mademoiselle Richards à approfondir ses réflexions sur son métier et sur la vie. Découvrant que ce jeune garçon, très respectueux envers les adultes, est issu d'un milieu défavorisé, Miss Richards va éprouver de la sympathie pour lui et tenter de l'empêcher de passer deux ans en quatrième année. 
En cela, elle sera aidée  par Monsieur Williams, le directeur, mais guère par ses collègues que l'on voit très peu, lors d'une brève réunion où l'on parle des problèmes budgétaires de la cantine. Bien que C. T. ait la réputation d'être un attardé et que ce ne soit pas la vocation de l'établissement de récupérer ceux qui ne réussissent pas, sensible à l'enthousiasme de Jane Richards, le directeur laisse à cette dernière la responsabilité de tenter d'intégrer C. T. Young et de permettre à ce garçon de déjeuner à la cantine.
Ce projet va se révéler très difficile à réaliser car C. T. Youg n'est plus un enfant. Issu d'une famille nombreuse, il a huit frères et sœurs, il a appris à se débrouiller. Il s'occupe des abeilles par goût, mais aussi pour se faire un peu d'argent en vendant leur miel. Pendant les vacances de Noël, par exemple, il a acheté de la peinture et réparé la véranda, aidé sa mère à la maison, mais aussi soigné les poules de la femme «blanche» pour laquelle sa maman travaille. De plus, c'est un frère aimant qui montre à l'occasion son affection envers Joe et Candy Ly lorsqu'il rentre à la maison. Il s'intéresse aussi à la nature et se distrait en se promenant avec sa chienne qu'il a appelée Vienslà. 
Seulement, à l'école c'est autre chose bien qu'il y retrouve avec plaisir Tanya avec laquelle il s'entend bien. Ses préoccupations ne sont pas scolaires et les rites de l'établissement lui sont étrangers: participer aux rondes où l'on ressasse Three blind mice n'est pas pour lui, croire au Père Noël est impossible, les gratte-ciel ne touchent pas le ciel, que Tanya rêve d'être une princesse est sidérant et si on lui dit que nous sommes tous frères, il répond que cela ne se voit pas beaucoup. Donc, en bref, il ne s'en laisse pas conter et répéter des idées reçues n'est pas son fort.
Ce film raconte essentiellement les efforts que doit mener l'institutrice pour intégrer ce garçon à l'univers ritualisé de l'école, mais aussi les évènements heureux ou tragiques de ce groupe d'enfants et de deux familles, qui ont peut-être rappelé des souvenirs aux spectateurs qui ont connu des situations semblables, il y a maintenant longtemps.

## Fiche technique
- Titre original : Bright Road
- Titre français : La Route radieuse
- Réalisateur : Gerald Mayer
- Assistant directeur : George Rhein
- Scénario : Emmet Lavery et Mary Elizabeth Vroman (en) d'après son roman See How They Run.
- Musique : David Rose
- Direction artistique : Cedric Gibbons, Eddie Imazu
- Décors : Edwin B. Willis, Jacque Mapes
- Maquillage : William J. Tuttle
- Coiffures : Sydney Guilaroff (en)
- Photographie : Alfred Gilks A.S.C. (American Society of Cinematographers)
- Son : Douglas Shearer
- Effets spéciaux : A. Arnold Gillespie (en)
- Montage : Joseph Dervin (en)
- Producteur : Sol Baer Fielfing
- Production : Metro-Goldwyn-Mayer
- Pays de production :  États-Unis
- Langue originale : anglais
- Format : noir et blanc - 35 mm (négatif et film imprimé) - 1,37:1 - Mixage audio Mono (Western Electric Sound System) - Processus cinématographique Spherical
- Durée : 68 minutes
- Dates de sortie : 
  - 17 avril 1953 aux États-Unis
  - 15 mai 2006 à la télévision française

## Distribution
Ce classement par ordre alphabétique montre que plusieurs sont venus avec leur frère ou leur sœur. On peut supposer que cela  a pu faciliter des décisions pour le recrutement des enfants. Si tous les noms des enfants qui ont participé étaient marqués, on trouverait cinq Jackson dont trois garçons pour figurer les frères de C.T.
- Carolyn Ann Jackson : Mary Louise
- Joy Jackson : Sarahlene Babcock, la méchante fée entre autres séquences
- Rene Beard : Booker T. Jones (environ 12 ans lors du tournage)
- Harry Belafonte : Monsieur Williams, le directeur
- Willa Pearl Curtis (en) : Madame Young qui sert le gâteau lors du repas de Noël. Son nom n'est pas crédité au générique.
- Dorothy Dandridge : Mademoiselle Jane Richards
- Vivian Dandridge (en) : brève apparition de sa sœur aînée en tant qu'enseignante lors de la réunion avec le directeur. Assise à droite, elle est vêtue d'une robe claire à carreaux. Son nom n'est pas crédité au générique.
- Patti Marie Ellis: Rachel Smith
- Philip Hepburn : C. T. Young (environ 12 ans lors du tournage)
- Robert Horton : le docteur Mitchell
- Jeni Le Gon : Martha Swife. Son nom n'est pas crédité au générique
- Howard louis McNeely : Boyd, Franklin Delano Caldwell lors des présentations (environ 13 ans lors du tournage)
- Robert McNeely : Lloyd, Abraham Lincoln Caldwell lors des présentations (environ 14 ans lors du tournage)
- Fred Moultrie : Roger (12 ans lors du tournage)
- James Moultrie : George Junior que ses camarades taquinent en l'appelant Junior (14 ans lors du tournage)
- Maidie Norman : Madame Hamilton, mère de Tanya
- Barbara Ann Sanders (en) : Tanya Hamilton (C'est sous ce nom que Barbara Randolph est créditée au générique)
- Bill Walker : Jake Young, père de C. T. que l'on voit présider au repas de Noël
- Libby Taylor (en) : Miss Winthrop. Son nom n'est pas crédité au générique

## Autour du film
Mary Elizabeth Vroman qui a écrit See How They Run qui constitue la base du scénario a remporté le Christopher Award (en) pour son roman. Elle savait de quoi elle parlait car elle avait été institutrice en Alabama pendant de nombreuses années
Il est probable que de nombreuses et savoureuses réparties que l'on entend dans le film, lui aient été inspirées par son expérience. En voici un exemple parmi d'autres: 
- «Miss Richards:...Dieu nous a tous créés à son image...
- C.T.: On ressemble pas tous à Dieu. Y-a des noirs, y-a des blancs
- Miss Richards: Oui C.T., nous sommes tous à son image noirs et blancs.
- C.T.: Comment ça? Il est de quelle couleur Dieu?
- Miss Richards : ... En nous créant, il a mis un peu de lui même en chacun de nous. Il nous aime comme vous aiment vos parents. Nous sommes tous frères.
- C.T.:Blancs et noirs sont peut-être frères, mais ça se voit pas beaucoup.»

Après avoir joué dans un téléfilm, c'était la première fois qu'Harry Belafonte interprêtait un rôle au cinéma.
Voici les paroles traduites de la comptine Three blind mice dont C. T. surtout et Mademoiselle Richards n'apprécient pas les paroles :
```
 Trois souris aveugles,
 Voyez comme elles courent,
 Elles couraient toutes après la femme du fermier,
 Qui leur a coupé la queue au couteau à rôti,
 Avez-vous déjà vu, au cours de votre vie,
 Trois souris aveugles?
```

Les enfants chantent cette comptine et Harry Belafonte chante "Suzanne (Every Night When the Sun Goes Down)  en s'accompagnant à la guitare pour se détendre après une journée de travail. 
Plus tard c'est au tour de Dorothy Dandridge de chanter un instant sur quelques vers d'un poème d'Alfred Tennyson: "The Princess: Sweet and Low"
L'année suivante ils joueront et chanteront ensemble dans le film d'Otto Preminger: Carmen Jones.
Dans le programme du Cinéma de minuit, ce film a été rediffusé en France le 2 janvier 2014. C'est à partir d'une copie faite lors de cette diffusion que des renseignements ont été relevés pour créer cette page.